# Calcaretropidia
Calcaretropidia là một chi ruồi trong họ Syrphidae.